# Entephria primordiata
Entephria primordiata är en fjärilsart som beskrevs av Julius Theodor Christian Ratzeburg 1884. Entephria primordiata ingår i släktet Entephria och familjen mätare. Inga underarter finns listade i Catalogue of Life.